# Овози Тоджик
«Овози́ тоджик» (тадж. Рӯзномаи «Овози тоҷик»; узб. «Ovozi tojik» gazetasi) — республиканская общественно-политическая газета Узбекистана на таджикском языке, владельцами которой являются Олий Маджлис Республики Узбекистан и Кабинет министров Республики Узбекистан. Главный офис газеты находится в центре Ташкента, на улице Матбуотчилар, рядом со сквером Амира Темура. Овози тоджик с таджикского языка переводится как Голос таджика.
Первый номер газеты вышел 25 августа 1924 года в Самарканде под названием «Ово́зи тоджики́ камбага́л» (тадж. Овози тоҷики камбағал — Голос таджика-бедняка). В том же году газета получила название «Ово́зи тоджи́к» (тадж. Овози тоҷик — Голос таджика). Первым редактором газеты являлся известный таджикский поэт из Самарканда — Абдулкаюм Хамроев (Абдулкаюм Курби). В последующие годы редакторами газеты являлись Мухаммаджон Хасани, Шахобиддин Садруллин, Камариддин Мирзоев, Муборак Фозилов, Абдулло Хакимов, Шавкат Ниёзов, Эхсон Турдикулов и другие.
В 1931—1950 годах газета называлась «Хакикати́ Узбекисто́н» (тадж. Ҳақиқати Ӯзбекистон — Узбекистанская правда), в 1950—1964 годах «Узбекистони́ Сурх»  (тадж. Ӯзбекистони Сурх — Красный Узбекистан), а в 1964—1991 годах снова называлась «Хакикати́ Узбекисто́н». В советский период газета была одним из печатных органов ЦК Коммунистической партии Узбекской ССР, и тираж газеты в среднем составлял 35 тысяч экземпляров.
Указом Президиума Верховного Совета СССР от 23 августа 1974 года республиканская газета «Хакикати́ Узбекисто́н» (Узбекистанская правда) награждена орденом Трудового Красного Знамени за плодотворную работу по коммунистическому воспитанию трудящихся Узбекской ССР, мобилизации их на борьбу за выполнение задач хозяйственного и культурного строительства.
После распада СССР и обретения независимости Узбекистаном, с 1991 года газета вернулась к своему исконному названию — «Овози тоджик». С этого периода, газета стала одним из официальных печатных органов Олий Маджлиса Республики Узбекистан и Кабинета министров Республики Узбекистан, центральной республиканской газетой Узбекистана на таджикском языке. В 1994 году газета была награждена Почётной грамотой Республики Узбекистан. В 2012 году у газеты появился свой официальный сайт — ovozitojik.uz Архивная копия от 11 марта 2022 на Wayback Machine.